# Saprinus imperfectus
Saprinus imperfectus är en skalbaggsart som beskrevs av J. E. Leconte 1844. Saprinus imperfectus ingår i släktet Saprinus och familjen stumpbaggar. Inga underarter finns listade i Catalogue of Life.